# Nattryttarna
Nattryttarna är en svensk dramaserie från 2022, delvis baserad på en verklig berättelse av Sophie Jahn (dotter till Jerry Jahn: den ridlärare som utsatte flera av sina ridskoleelever för sexuella övergrepp under 90-talet). I huvudrollerna syns Jonas Karlsson, Hanna Ardéhn, Saga Samuelsson, Malin Persson, Amanda Jansson och Tehilla Blad.
Serien hade premiär på streamingtjänsten C More den 31 oktober 2022 och är i åtta delar.

## Rollista (i urval)
| - Jonas Karlsson – Tommy Lund - Hanna Ardéhn – Victoria Lund - Emma Comstedt – Victoria som femåring - Lily Havnesköld – Victoria som åttaåring - Saga Samuelsson – Molly Bennett - Malin Persson – Lotta Lund - Amanda Jansson – Frida Karlsson - Tehilla Blad – Agnes Lund - Lovis Bello – Agnes som fyraåring - Vanessa van Biljenburgh – Agnes som sjuåring - Melinda Kinnaman – Katarina Rosén | - Christopher Wollter – Tomas Rosén - Jessica Liedberg – Linda - Julia Marko-Nord – Agneta (Mollys mamma) - Frida Argento – Bettina Hansson - Omeya Lundqvist-Simbizi – Petronella "Nella" Alveström (Mollys kompis på gymnasiet) - Hannes Meidal – Magnus Brändén - Anders Beckman – Hans-Ove Synnergren - Martin Nick Alexandersson – Jens (Fridas pojkvän) - Annika Hallin – Ingegerd - Jan Mybrand – Åklagare Mats-Erik - Sven Boräng – Carl Sewerin - Cecilia Milocco – Birgitta (Lottas mamma) |